# Coppa Italia 1992-1993 (hockey su pista)
La Coppa Italia 1992-1993 è stata la 24ª edizione della principale coppa nazionale italiana di hockey su pista.
Il trofeo è stato conquistato dal Novara per l'11ª volta nella sua storia.

## Risultati

### Final four
La Final four del torneo si è disputata a Lodi dal 5 al 6 gennaio 1993.

#### Tabellone
|  | Semifinali   | Semifinali   | Semifinali   |              |        | Finale 1º/2º posto | Finale 1º/2º posto | Finale 1º/2º posto |  |
|  |              |              |              |              |        |                    |                    |                    |  |
|  | Novara       | Novara       | 6            |              |        |                    |                    |                    |  |
|  | Novara       | Novara       | 6            |              |        |                    |                    |                    |  |
|  | HC Correggio | HC Correggio | 1            |              |        |                    |                    |                    |  |
|  | HC Correggio | HC Correggio | 1            |              | Novara | Novara             | 4                  |                    |  |
|  |              |              |              |              | Novara | Novara             | 4                  |                    |  |
|  |              |              | Amatori Lodi | Amatori Lodi | 2      |                    |                    |                    |  |
|  | Amatori Lodi | Amatori Lodi | Amatori Lodi | Amatori Lodi | 2      | 5                  |                    |                    |  |
|  | Amatori Lodi | Amatori Lodi |              |              |        | 5                  |                    |                    |  |
|  | Trissino     | Trissino     | 3            |              |        | Finale 3º/4º posto | Finale 3º/4º posto | Finale 3º/4º posto |  |
|  | Trissino     | Trissino     | 3            |              |        |                    |                    |                    |  |
|  |              |              |              |              |        |                    |                    |                    |  |
|  |              |              |              |              |        | HC Correggio       | HC Correggio       | 2                  |  |
|  |              |              |              |              |        | HC Correggio       | HC Correggio       | 2                  |  |
|  |              |              |              |              |        | Trissino           | Trissino           | 4                  |  |

#### Semifinali
| Lodi 5 gennaio 1993 | Novara | 6 – 1 | HC Correggio | PalaCastellotti |

| Lodi 5 gennaio 1993 | Amatori Lodi | 5 – 3 | Trissino | PalaCastellotti |

#### Finale
| Lodi 6 gennaio 1993 | Amatori Lodi | 2 – 4                                                             | Novara | PalaCastellotti |
| \| \| \| \| \| M. Cinquini 6'26" M. Bertolucci 18'49" \| Marcatori \| 19'26" E. Bernardini 34'38" E. Mariotti 35'21" 42'37" M. Mariotti \| \| Rinaldo Uggeri \| Allenatori \| Giovanni Innocenti \| |              |                                                                   |        |                 |
| |              |                                                                   |        |                 |
| M. Cinquini 6'26" M. Bertolucci 18'49" | Marcatori    | 19'26" E. Bernardini 34'38" E. Mariotti 35'21" 42'37" M. Mariotti |        |                 |
| Rinaldo Uggeri | Allenatori   | Giovanni Innocenti                                                |        |                 |